# Hornstedtia elongata
Hornstedtia elongata är en enhjärtbladig växtart som först beskrevs av Johannes Elias Teijsmann och Simon Binnendijk, och fick sitt nu gällande namn av Karl Moritz Schumann. Hornstedtia elongata ingår i släktet Hornstedtia och familjen Zingiberaceae.
Artens utbredningsområde är Java. Inga underarter finns listade i Catalogue of Life.